# 巴拉克拉瓦海軍博物館

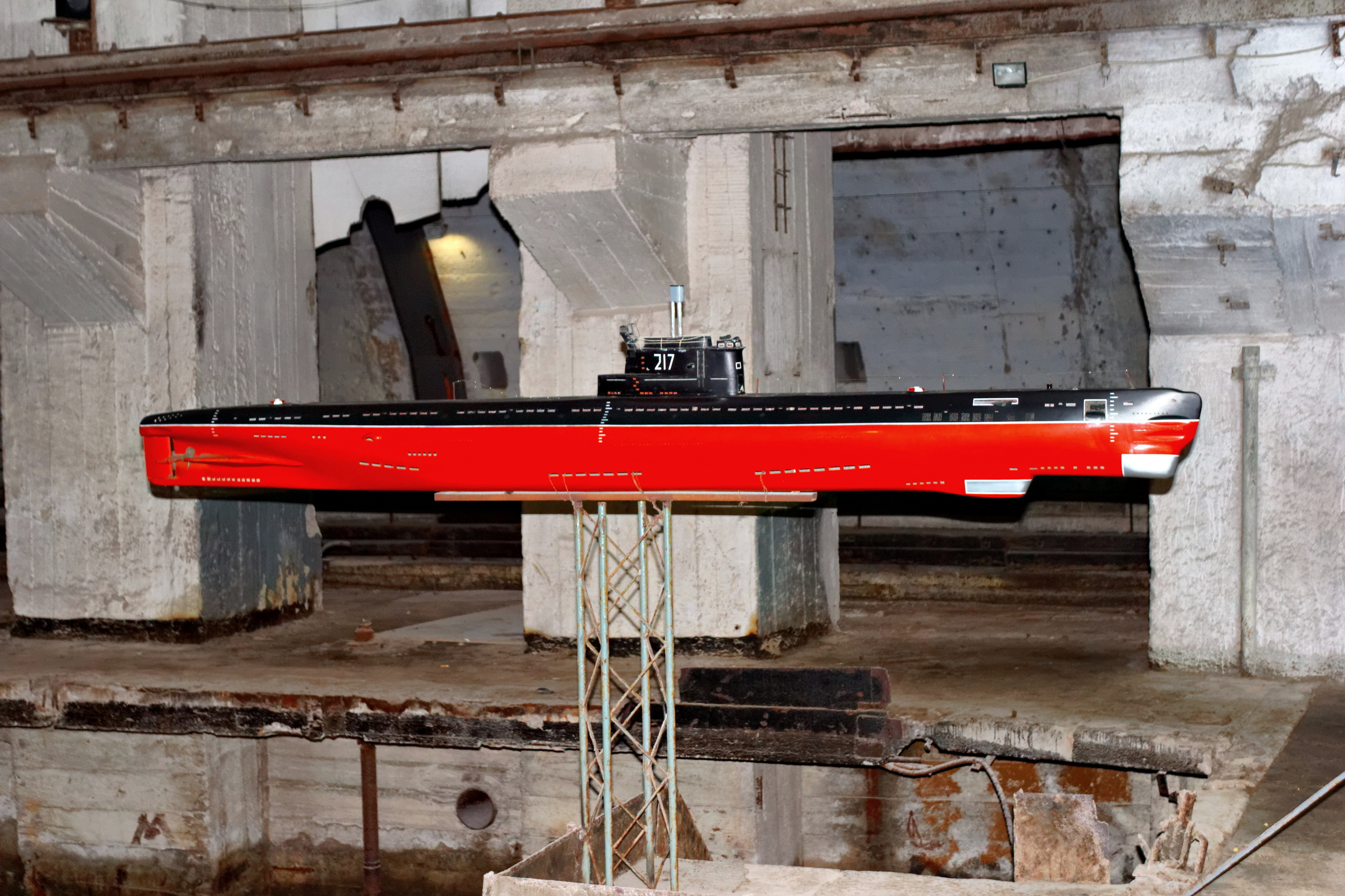
巴拉克拉瓦海軍博物館內613型潜艇潛艇模型

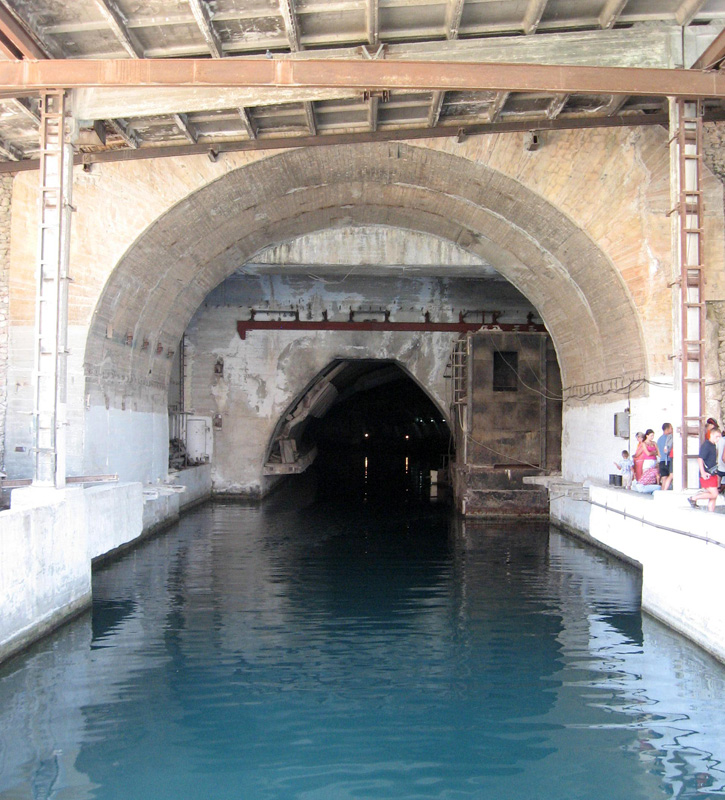
進入蘇聯潛艇基地的入口隧道

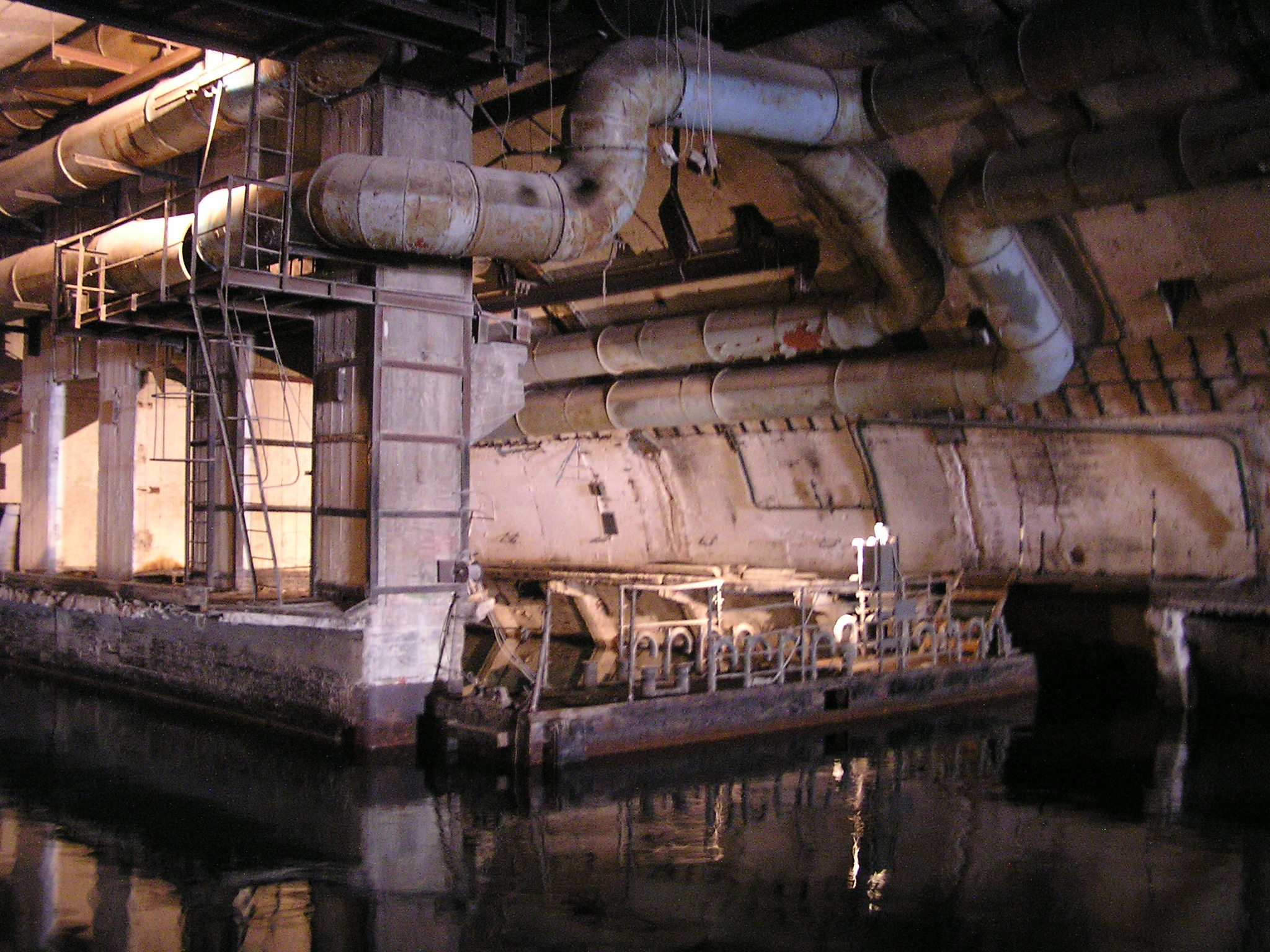
舊的蘇聯潛水艇停泊處

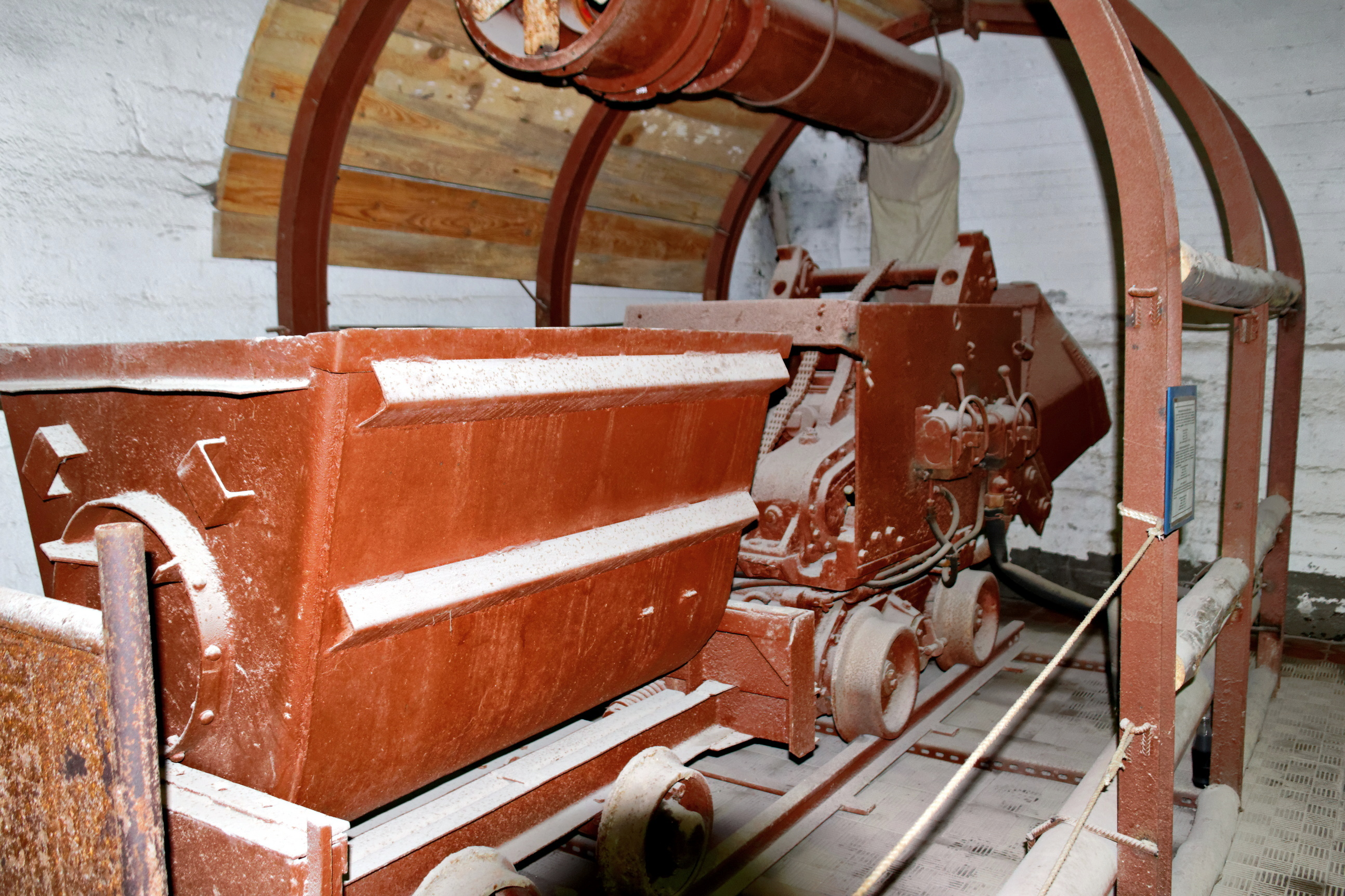
巴拉克拉瓦海軍博物館之汽車

巴拉克拉瓦海軍博物館（烏克蘭語：Морський музейний комплекс "Балаклава"）是一座地下潛艇基地，位於乌克兰克里米亞的巴拉克拉瓦，一開始這個博物館稱為冷戰博物館K-825，在冷戰期間是一座最高機密的軍事設施，位於巴拉克拉瓦湾。

## 簡介與宗旨
這座軍事基地建立的宗旨是可以承受住10萬噸核武器当量的攻擊，整個地下軍事基地包括地下的水道網絡與停靠港口，修理廠、魚雷儲存倉庫與其他武器。除此之外，也可以保護內部的人員免於被輻射侵襲，出入口位於塔夫羅斯山，兩側都有出入口，如果必要時，沉箱門可以完全將只變成密閉的空間，岩石上的洞口整齊地覆蓋著偽裝裝置。
825GTS計畫目的是維護、修復613型潜艇和633型潜艇，其中有一條中央水道設施，長度達602公尺，可同時容納7艘潛水艇，最多可以容納14艘不同類型的潛艇，水道深度約為8公尺，寬度約為12到22公尺。整體而言所有設施達到9600平方公尺，其中水體面積達到5200平方公尺。和平時期的軍事武裝在碼頭上進行，同時密切注意可能的敵方軍事間諜衛星活動。一個特殊的隧道用於戰時的裝備設施。整個複雜的結構包括維修與基礎設施，代號為280計畫，可以儲備和維持核武器庫。地下潛艇基地平均溫度保持在攝氏15度左右。

## 歷史
第二次世界大戰之後，世界兩大強權，美國與蘇聯在這之後開始加強核打擊的力度，目的是要維持先发制人的打击和报复性袭击。當時拉夫连季·帕夫洛维奇·贝利亚給了约瑟夫·维萨里奥诺维奇·斯大林一項計畫，一開始被設定核計畫之一，目的是為了讓潛艇有一個隱藏的處所，經過了若干年的研究之後，確定落腳於巴拉克拉瓦，該城市立即經過編碼，並併入塞瓦斯托波爾市的一個新區。巴拉克拉瓦坐落在狹窄的灣口，寬度僅為200~400公尺。窄小的彎口可以保護城市免於風暴，也是窺探黑海的眼睛，保护该城市不仅从风暴，但也窥视的眼睛，因为它是不可见的，在任何角度离开大海。 此外，鄰近的塞瓦斯托波尔是現在俄羅斯海軍黑海艦隊主要基地。
1957年特別建設一個名為第528號的特殊部門，主要是整建地下設施的，建造過程持續了從1953~1961年總共8年，施工期間總計有120萬噸岩石從塔夫羅斯山上移除 。為了確保物資可以安全在夜間運送往黑海，1993年之後地下潛艇基地就關閉，且大多數都是無人看守的，到了2000年幾乎棄置的設施才轉移給烏克蘭海軍。1993~2003年之間因為無人看守而被掠夺，幾乎所有的金屬物品都被竊盜一空
由弗拉基米爾·斯特凡諾夫斯基領導的塞瓦斯托波爾海洋委員會提議建造巴拉克拉瓦海軍博物館，該博物館定位在冷戰相關的展覽館，展出修理工廠、核武工廠以及一座地下碼頭、旅遊中心、電影播放室，展現冷戰兩大軍事強權對抗的過程，參展的最後，地下紀念碑緬懷那些永垂不朽的戰士，雖然沒有被子彈所擊中，不過與潛水艇一起長眠在冰冷海洋的深處。
2013年，慶祝巴拉克拉瓦海軍博物館10週年。潛艇退伍軍人、過去僱員、烏克蘭軍隊與學生皆出席了慶祝儀式。不過吞併克里米亞之後，巴拉克拉瓦海軍博物館與南部海洋在2014年回歸俄羅斯聯邦管轄

## 重新啟用
根據新聞2014年3月報導，俄羅斯當局正在考慮是否要恢復巴拉克拉瓦潛艇基地。

## 類似的基地
- 瑞典的穆斯克海軍基地（英语：Muskö naval base）亦為地下海軍基地，用於停放导弹快艇與驱逐舰。
- 甫洛夫斯克灣的輻射庇護所和維修工廠
- 維達亞依佛輻射避難所和潛艇維修工廠
- 亚得里亚海地下潜艇基地隸屬於阿尔巴尼亚海军（英语：Albanian Naval Force），是一个秘密的军事设施，也是在冷戰時期建立，過去用於儲藏蘇聯潛艇，不過到了2009年為北大西洋公约组织所控制。

## 流行文化
- 2012年的美國動作片傭兵戰場：決勝時刻在基地附近拍攝了部分影片。[來源請求]

## 外部連結
- 虛擬全景遊覽博物館 （页面存档备份，存于）
- 潛艇的地底基地
- Novinsky感興趣的克里米亞潛艇基地 （页面存档备份，存于）
- 從空中看巴拉克拉瓦海灣
- 訪問巴拉克拉瓦海軍博物館
- 巴拉克拉瓦海軍博物館 （页面存档备份，存于）